# Karl Peter Berg

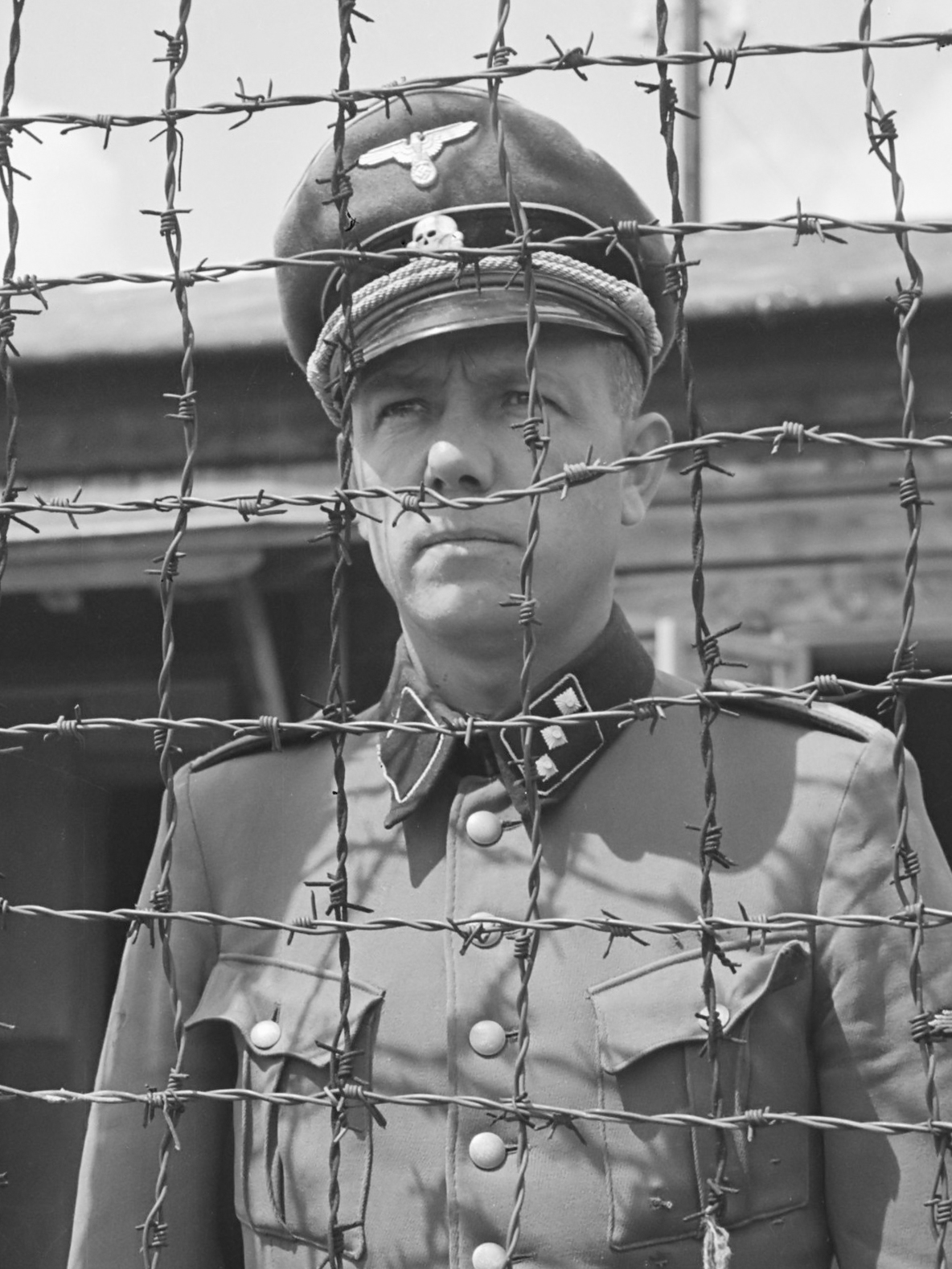
Als Gefangener im Internierungslager für Kriegsverbrecher und Kollaborateure, Amersfoort 1945

Karl Peter Berg (* 18. April 1907 in Bad Honnef; † 22. November 1949 in Weesperkarspel) war ein deutscher SS-Hauptscharführer und Kommandant des Polizeilichen Durchgangslagers Schoorl und stellvertretender Kommandant des Polizeilichen Durchgangslagers Amersfoort. 1949 wurde er wegen Kriegsverbrechen während der deutschen Besetzung der Niederlande zum Tode verurteilt und hingerichtet. Er war einer von fünf Deutschen, die wegen NS-Kriegsverbrechen in den Niederlanden mit dem Tode bestraft wurden.

## Leben
Berg beantragte am 22. Oktober 1939 die Aufnahme in die NSDAP und wurde zum 1. Februar 1940 aufgenommen (Mitgliedsnummer 7.430.024). Von Juni 1941 bis zu dessen Auflösung im Oktober 1941 wurde er als Nachfolger von Johann Stöver Kommandant des Konzentrationslagers Kamp Schoorl. Obwohl das Lager von einem doppelten Stacheldrahtzaun mit vier Wachtürmen umgeben war, herrschten relativ gemäßigte Haftbedingungen; die inhaftierten Kommunisten und Juden wurden jedoch oft geschlagen und misshandelt. Die Inhaftierten durften Post und Pakete empfangen, mussten keine schwere Arbeit verrichten und bekamen das gleiche Essen wie die Wachen. Da sich das Lager zwischen den Dünen befand, war eine Erweiterung nicht möglich. Ende Oktober 1941 beschlossen die Deutschen daher, das Lager zu schließen. Einige Häftlinge wurden entlassen, die meisten wurden in das neu eröffnete Lager Amersfoort verlegt. 25 gefangene Frauen wurden in das Konzentrationslager Ravensbrück deportiert. Insgesamt waren mehr als 47.000 niederländische Gefangene während des Krieges im Lager Amersfoort inhaftiert. In der Nähe des Lagers wurden mehr als 300 Gefangene, meist Widerstandskämpfer, hingerichtet.
Nach der Auflösung von Kamp Schoorl wurde Berg am 1. März 1942 in das Konzentrationslager Kamp Amersfoort versetzt und war dort Schutzhaftlagerführer II (zweiter stellvertretender Kommandant) unter dem SS-Obersturmführer Walter Heinrich. Wegen dessen Erkrankung wurde er zum Stellvertretenden Schutzhaftlagerführer befördert und 1943 dessen Nachfolge als Lagerkommandant. Unter seinem Kommando waren die Haftbedingungen der Gefangenen sehr schlecht, sowohl wegen vieler Misshandlungen als auch wegen viel zu geringer Lebensmittelrationen, weshalb Amersfoort als „Hungerlager“ bekannt war. Im Unterschied zu Kamp Schoorl misshandelte Berg häufig selbst die Inhaftierten und war an der Erschießung von 77 sowjetischen Kriegsgefangenen und etwa 200 weiteren Gefangenen beteiligt. Sein Stellvertreter war der für seine Brutalität bekannte SS-Unter-Schutzhaftlagerführer Jupp Kotalla.

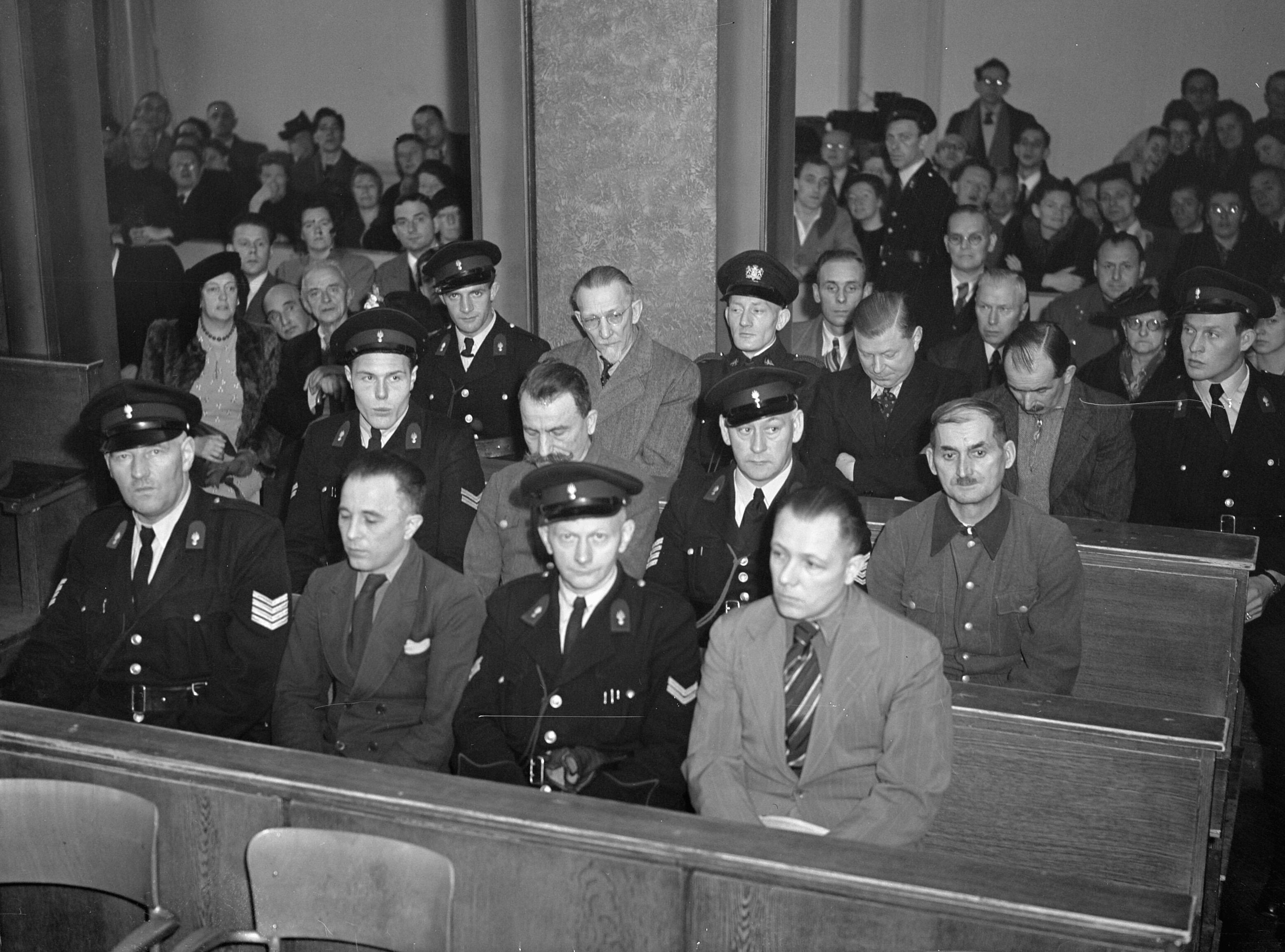
Beim Kriegsverbrecherprozess vor dem Bijzonder Gerechtshof, 1948

Berg floh am 20. April 1945 nach Scheveningen, wurde dort verhaftet und 1949 zum Tode verurteilt; sein Gnadengesuch wurde abgelehnt. Bei seiner Hinrichtung im Fort Bijlmer im Weesperkarspel gab er selbst dem Erschießungskommando unerwartet den Feuerbefehl. Berg wurde in einem anonymen Grab auf dem Friedhof De Nieuwe Noorder in Amsterdam beigesetzt.

## Nachleben
Nach dem Zweiten Weltkrieg beschlagnahmten die niederländischen Behörden seinen Schreibtisch; Freiwillige Mitarbeiter des Museums von Kamp Amersfoort fanden diesen wieder und erwarben ihn. Seit 2018 ist er im Nationalmuseum von Kamp Amersfoort im ehemaligen Büro von Berg ausgestellt.